# 高龙岛
高龙岛 (也可以写作Kaôh Rōng 或者 Kos Rong), 是柬埔寨第二大岛屿。在一些岛民的眼中，龙（Rong）是一位历史人物的名字，但在过去，龙（Rong）也含有山洞或者隧道之意。而在古高棉语中，高龙则意味着庇护(shelter)。
距离泰国湾25公里远的高龙岛处于柬埔寨西哈努克市境内。整座岛屿大约为78平方公里，但在其61公里的海岸线中就有43公里是绵延的海滩。现如今，高龙岛上有四个已被确认的村落。而且在近年来，随着岛上旅游业的发展，高龙岛逐渐成为了由人口日益增长的国外友人所经营的小型旅馆和海边小屋的聚居地。在高龙岛靠近 koh tuich村庄的东南端，如今已发展成为了岛上最大的聚居中心。但由于缺少最基本的基础设施建设，且度假胜地都分散在各个海滩沿岸上，游船成了岛上最为常见的交通工具。

## 地理
高龙岛是西哈努克市海岸线周边最大的岛屿。整座岛屿由东南朝西南方向延伸，总占地约78平方公里。
虽然岛上大部分区域仍然被雨林覆盖，但由于岛上多年来的非法砍伐，雨林的生态受到了严重的破坏，如今在岛上，历史悠久且生长缓慢的硬木已难以寻觅。